# Písty
Písty település Csehországban, a Nymburki járásban. Písty Sadská, Kostomlátky, Zvěřínek, Nymburk és Hořátev településekkel határos. Lakosainak száma 433 fő (2024. január 1.).

## Népesség
A település lakosságának változását az alábbi diagram mutatja:
| Lakosok száma | 214  | 250  | 315  | 400  | 310  | 405  | 419  | 412  | 429  | 433  |
|               | 1869 | 1900 | 1921 | 1961 | 1980 | 2011 | 2016 | 2019 | 2021 | 2024 |